# (31896) Gaydarov
2000 FZ48 (asteroide 31896) é um asteroide da cintura principal. Possui uma excentricidade de 0.11724540 e uma inclinação de 5.66362º.
Este asteroide foi descoberto no dia 30 de março de 2000 por LINEAR em Socorro.